# 旧上久下村営上滝発電所記念館
 旧上久下村営上滝発電所記念館 （きゅう かみくげそんえい かみたきはつでんしょ きねんかん）は兵庫県丹波市山南町上滝地区の川代渓谷沿いにある発電所記念館。国の登録有形文化財。すぐ下の川代渓谷には、丹波竜発見の地がある。

## 概要
大正時代に村独自で建設、運営した近代水力発電施設の一つで、1920年（大正9年）当時ランプ生活であった氷上郡上久下村では、村長の平藤徳蔵らの尽力により水力発電を行う協議が整い、1920年（大正9年）12月水力発電所の着工となる。1922年（大正11年）6月に竣工、1923年（大正12年）1月8日から送電を開始した。1941年（昭和16年）9月配電統制令公布により関西配電株式会社に統合され、1963年（昭和38年）まで稼働した。 2006年（平成18年）8月に発電所横の川代渓谷で恐竜の化石が発見されたこと、国の登録有形文化財にも登録されたこと、発電所の歴史的・文化的価値が注目されたことなどにより、丹波市が保存・改修を行い記念館として竣工した。当時のレンガ積みの外壁をそのまま活かし、2010年2月11日にオープン、発電所の様子を紹介する映像やパネルの展示、農業用水を利用した小型マイクロ水力発電機の設置など当時の面影を残しつつ展示されている。また、館内では担当者から説明も受けられる。

### 地理
丹波市山南町（さんなんちょう）は、兵庫県中央東部に位置し神戸との距離は約50キロメートル、大阪・京都とは約70キロメートル。中国山地の東端に位置し、山地を主に河川が刻む谷底平野や盆地を有する地形。市内最高峰は、市北西部に位置する標高962メートルの粟鹿山。瀬戸内海へ注ぐ加古川水系および日本海へ注ぐ由良川水系の最上流に位置し、本州で最も低い海抜95メートルの中央分水界が存在する水分れの地として有名。気候は、瀬戸内海型・内陸型気候に属し、年間の寒暖差、昼夜の温度差が大きく、秋から冬にかけて発生する丹波地域の山々をつつむ朝霧・夕霧は、「丹波霧」と呼ばれる。記念館は、450メートル前後の山々に囲まれた篠山川沿いにあり、標高は駐車場付近で140メートルある。

### 年表
- 1920年（大正9年）12月 - 水力発電所の着工
- 1922年（大正11年）6月 - 水力発電所の完成[2]
- 1923年（大正12年）1月8日 - 送電を開始
- 1941年（昭和16年）8月30日 - 配電統制令施行[3]
- 1942年（昭和17年）4月1日 -  配電事業者412社が北海道、東北、北陸、関東、中部、関西、中国、四国、九州の9地域別に各配電株式会社が設立される。旧上久下村営上滝発電所は関西配電株式会社に統合される
- 1955年（昭和30年）7月21日 - 上久下村・久下村・小川村と合併して山南町が発足 （同日上久下村廃止）
- 1963年（昭和38年） - 水力発電所は閉鎖
- 2004年（平成16年）11月1日 - 山南町・柏原町・氷上町・青垣町・春日町・市島町と合併して丹波市が発足 （同日山南町廃止）[4]
- 2006年（平成18年） - 水力発電所下の篠山川河川敷で恐竜の化石の一部が発見される（丹波竜）[2]
- 2008年（平成20年）4月18日 - 国の登録有形文化財（建造物）に登録される[1]
- 2010年（平成22年）2月11日 - 丹波市旧上久下村営上滝発電所記念館としてオープン
- 2022年（令和4年）6月 - 水力発電所の完成から100周年を迎える[5]

### 国登録有形文化財（建造物）
- 名称 ：旧上久下村営上滝発電所
- 種別 ：建築物
- 年代 ：大正11年
- 西暦 ：1922年
- 構造及び形式等 ：煉瓦造2階建、瓦葺、建築面積59m2、橋付
- 登録番号 ：28 - 0355
- 登録年月日 ：2008年 (平成20年）4月18日
- 登録基準 ：国土の歴史的景観に寄与しているもの
- 解説文 ： 市南部を東西に流れる篠山川の右岸に築かれた旧水力発電所施設。桁行9.2ｍ梁間6.5ｍ、切妻造、煉瓦造２階建で、外装イギリス積とし、１階に長方形上下窓、2階には欠円アーチ形の窓を配する。村が独自で建設、運営した近代水力発電施設の一つ[1]。

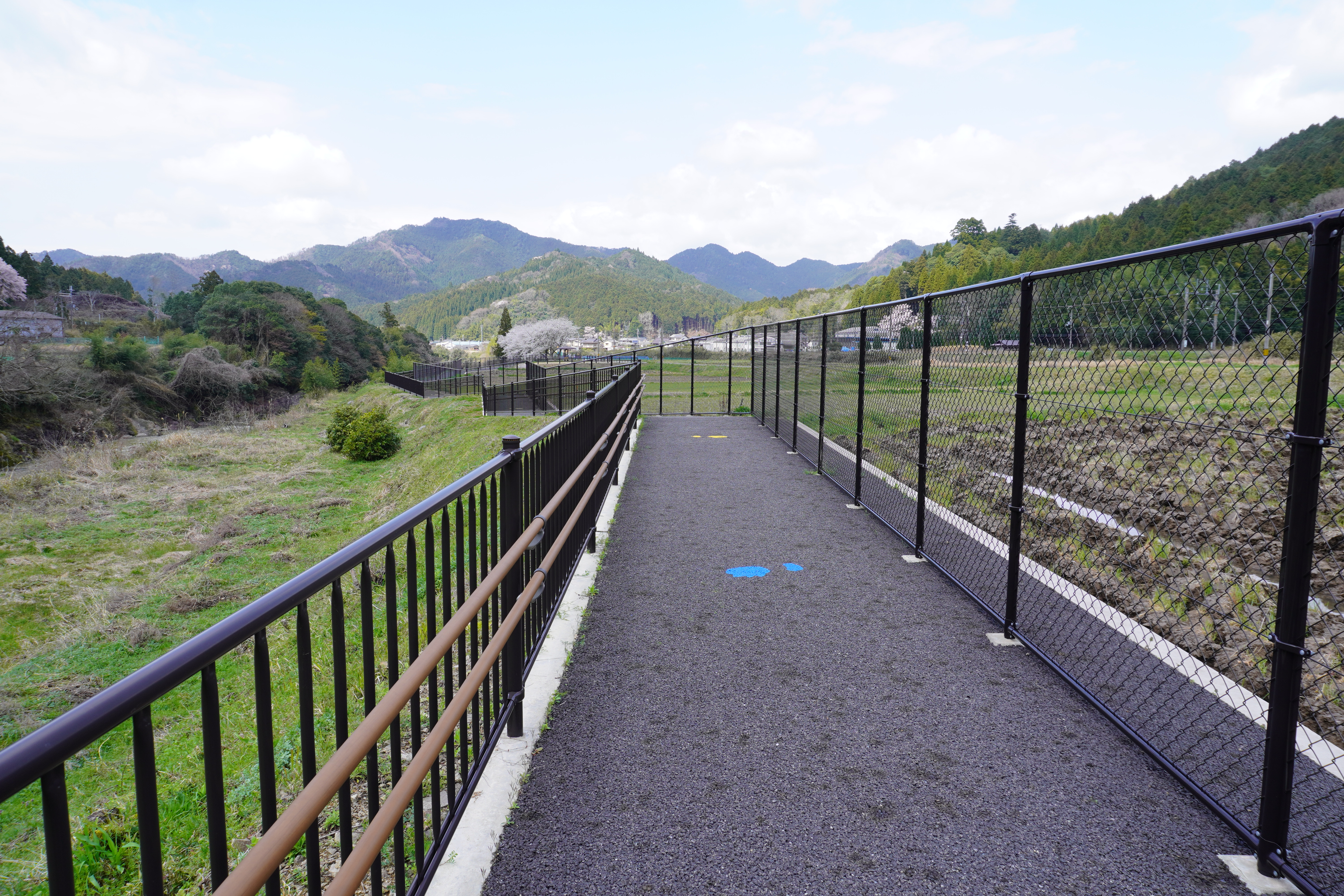
恐竜公園から発電所記念館への遊歩道
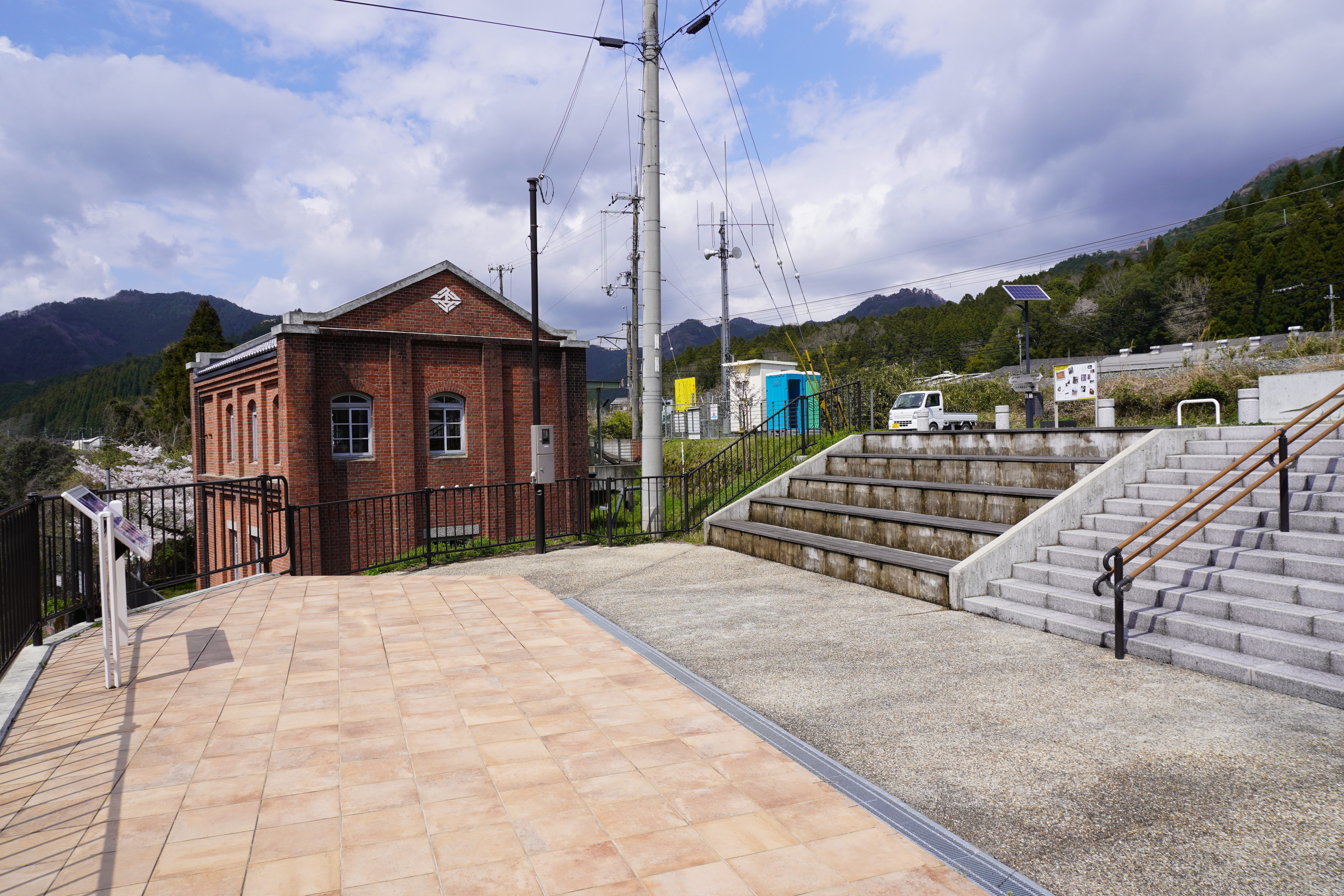
発電所記念館と恐竜発見地展望広場
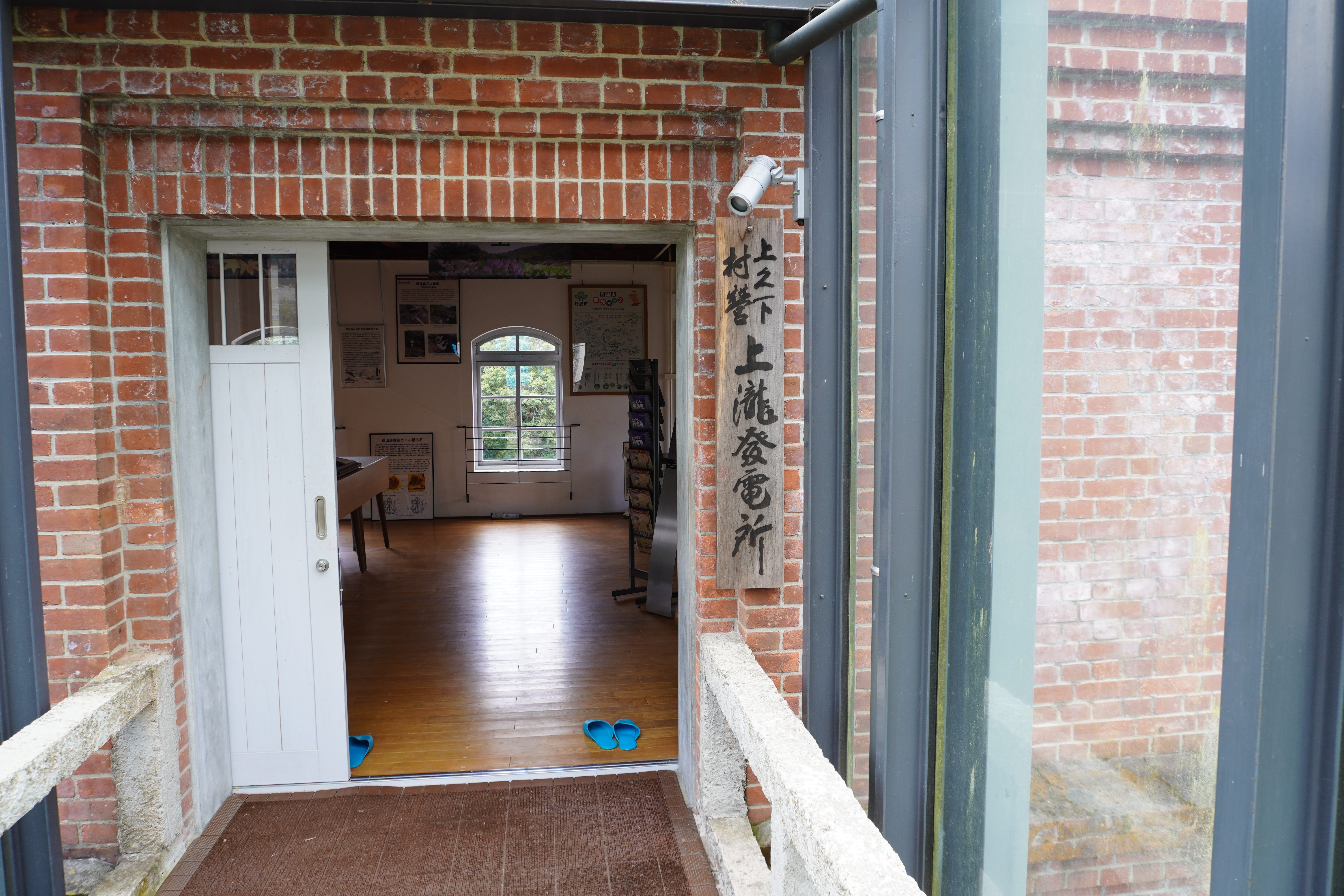
発電所記念館入口
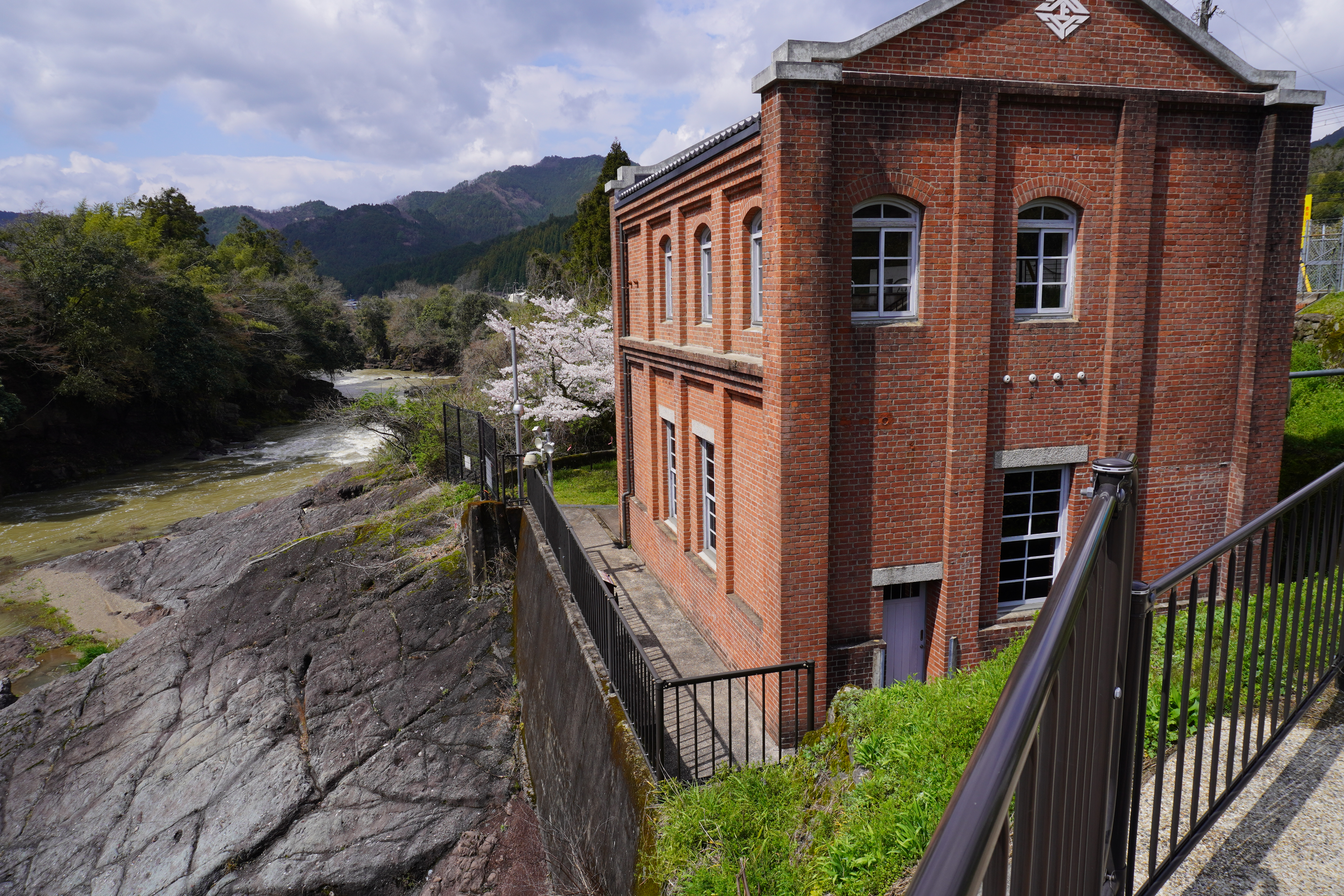
発電所記念館
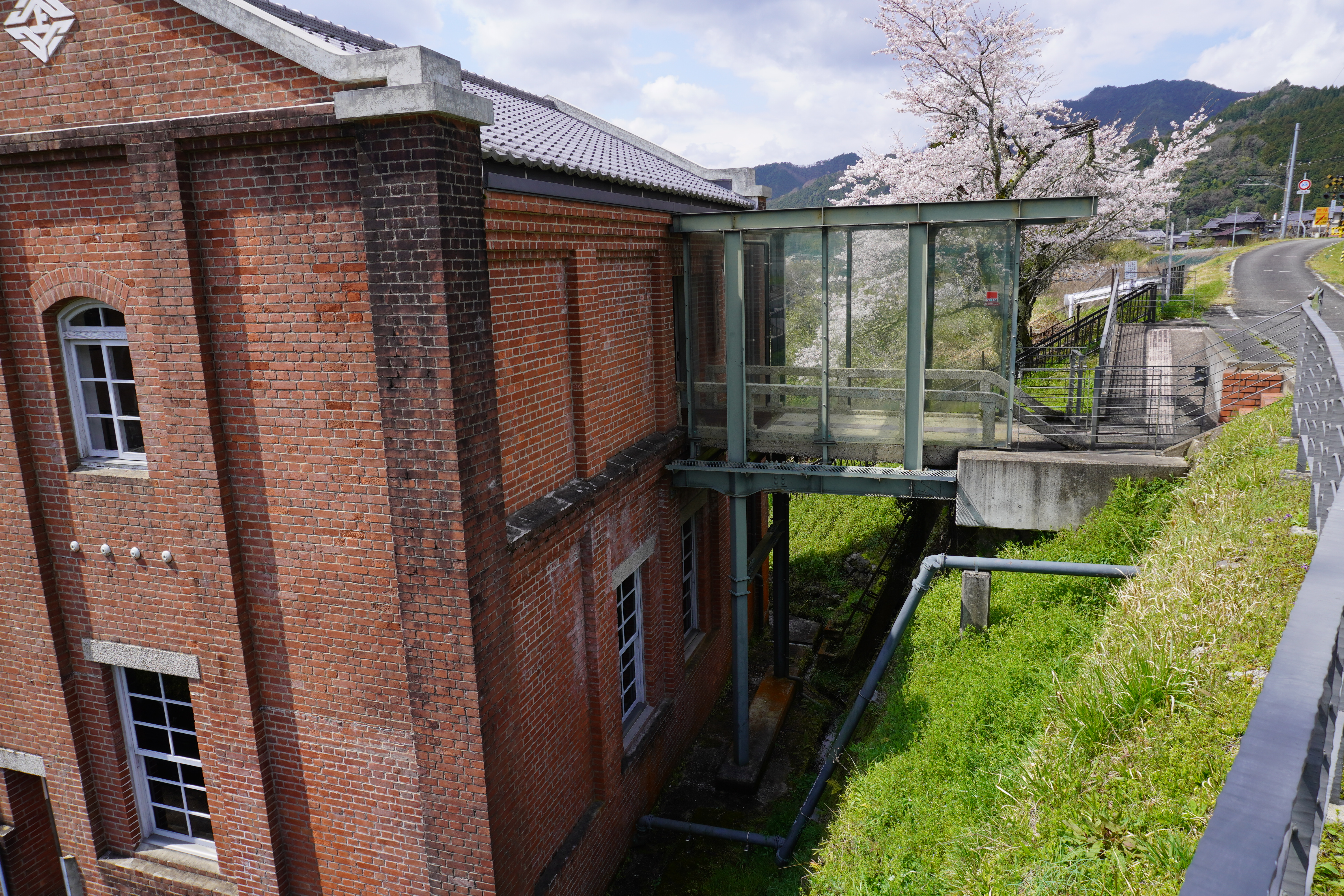
発電所記念館
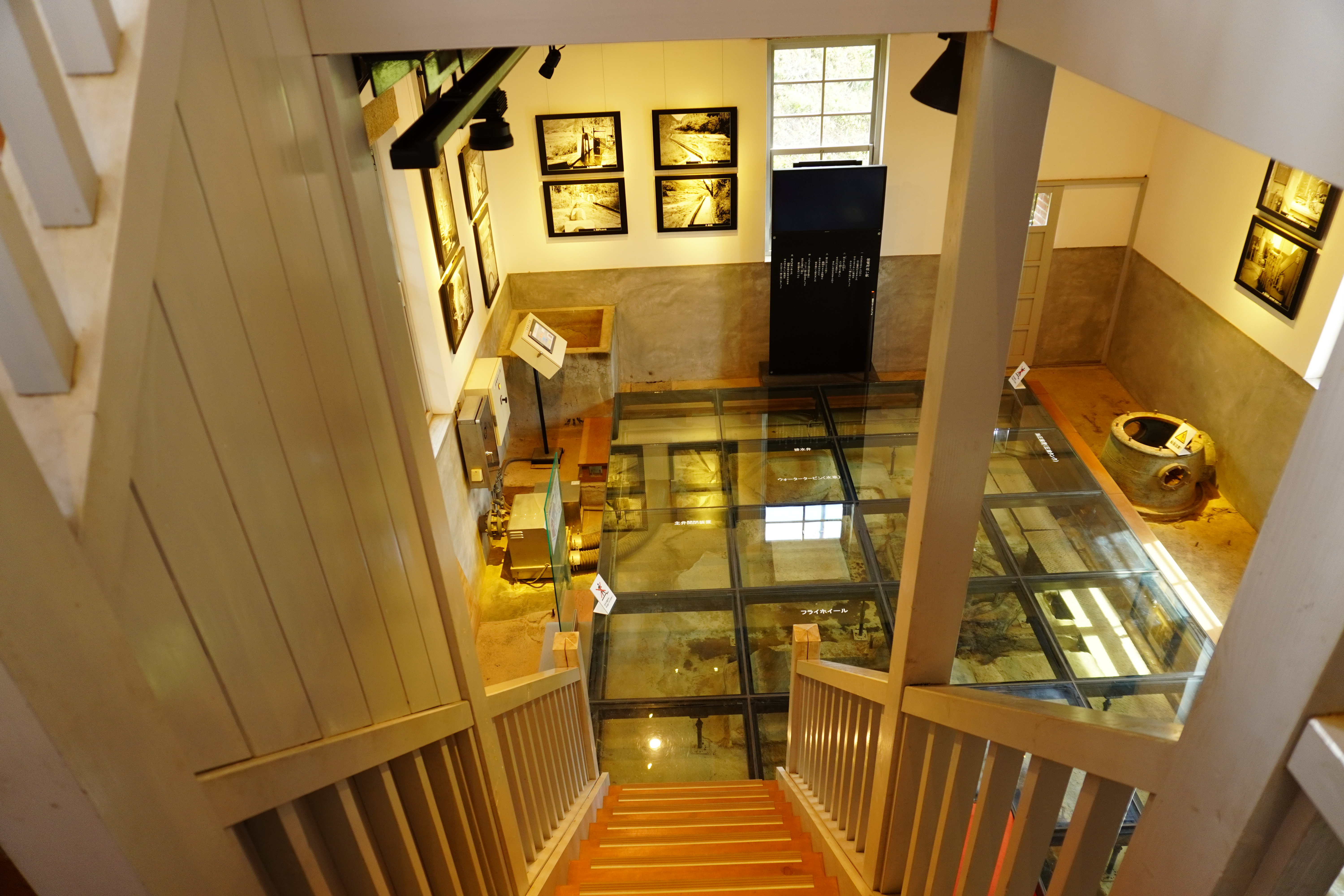
発電所記念館1階
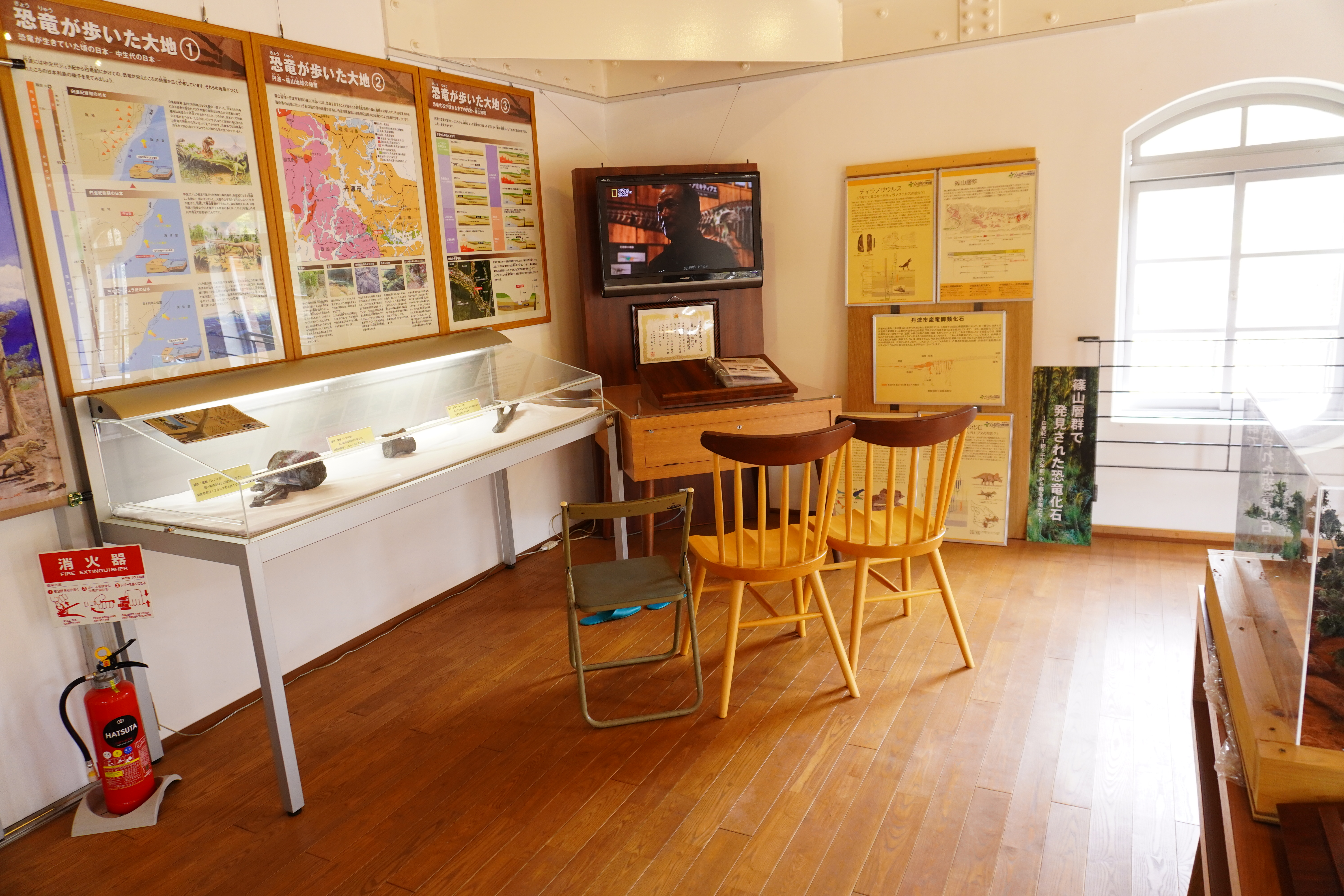
発電所記念館2階
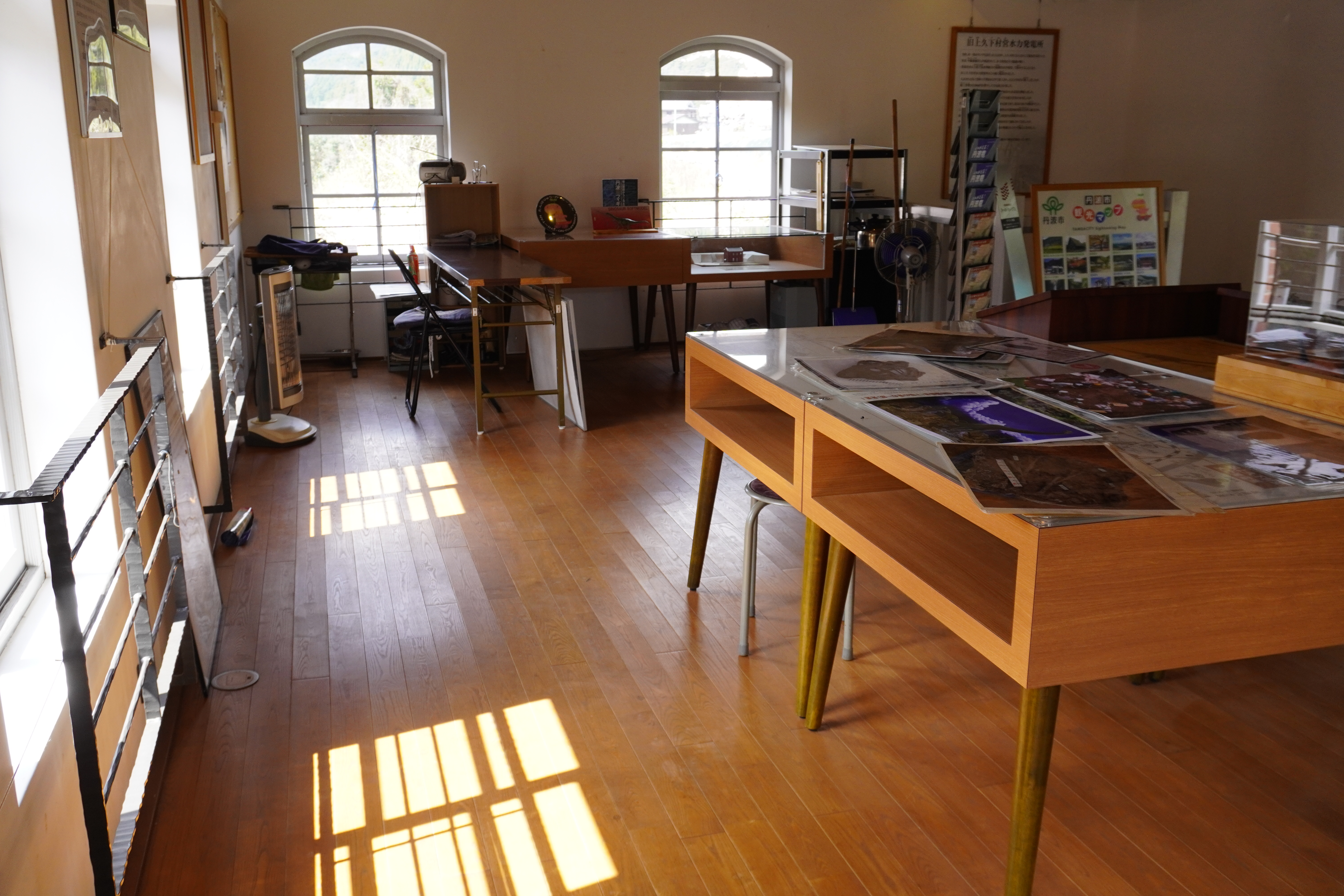
発電所記念館2階
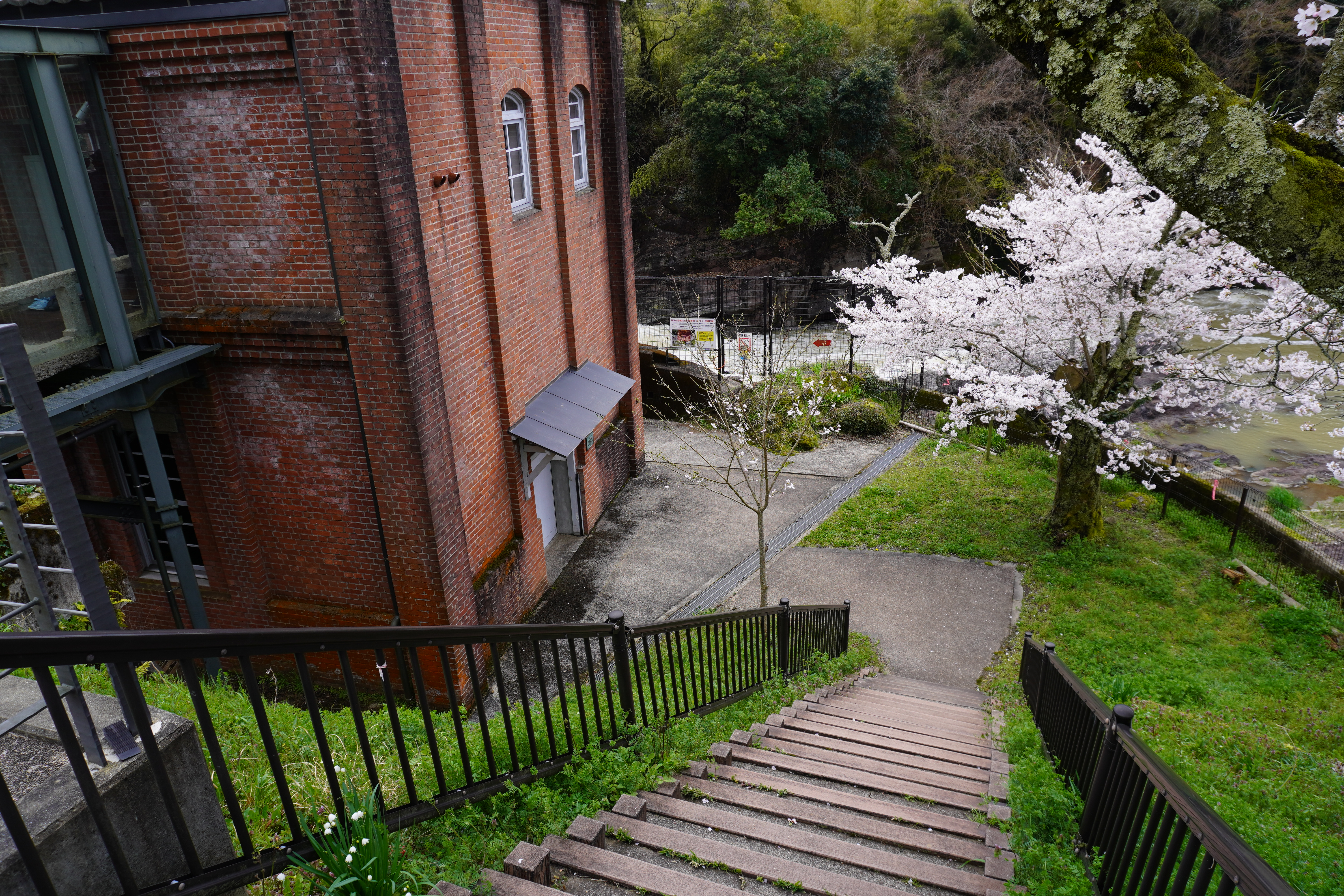
発電所記念館
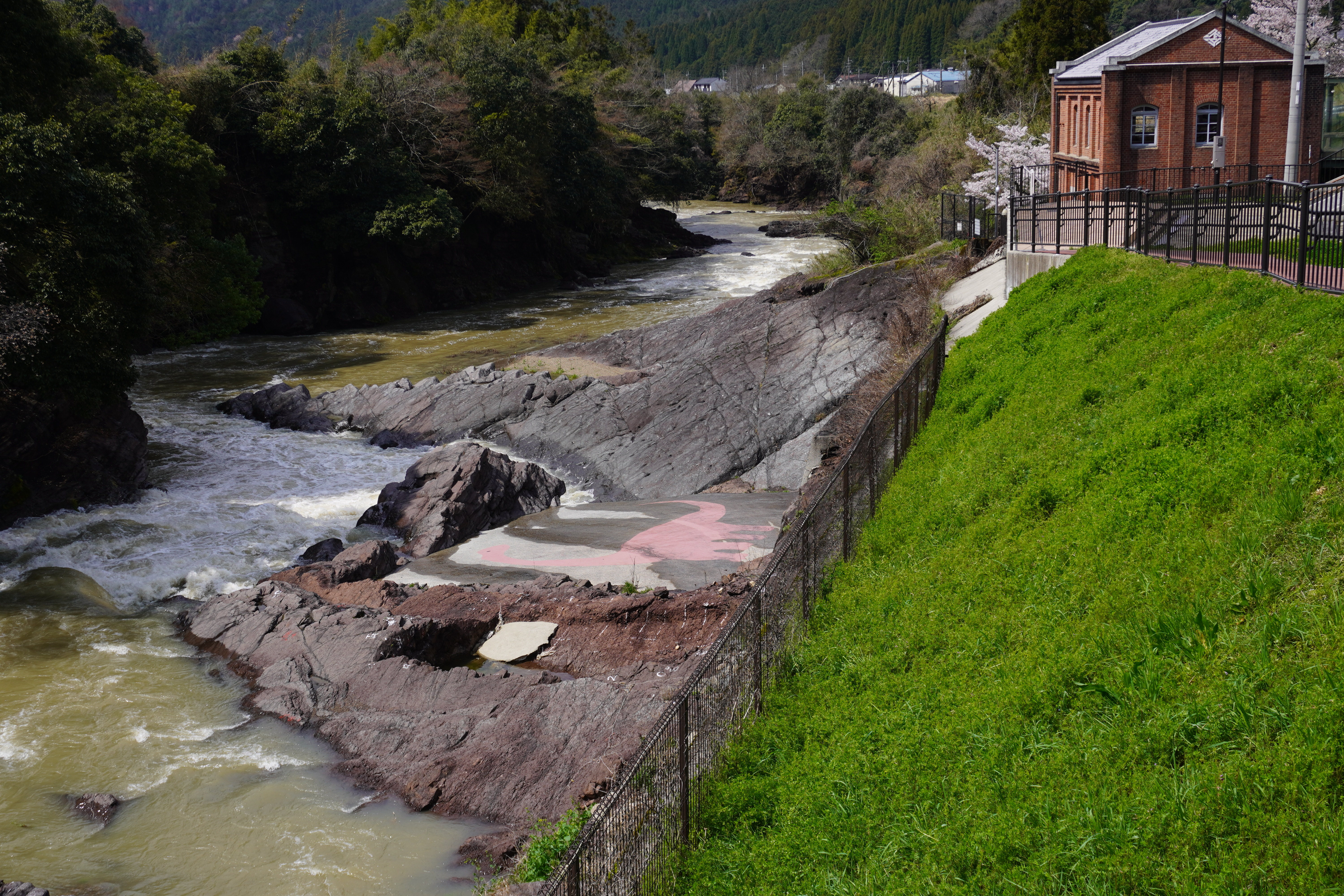
発電所記念館と恐竜発見地

## 施設
- 休館日 ： 月曜日、火曜日（祝祭日の場合は翌平日）、年末年始（12月28日から1月3日）、その他、イベントや行事等により変更の場合あり
- 開館時間 ：10時から16時
- 入館料 ： 無料
- 駐車場 ： 3台（無料）
- イベント用仮設トイレ

## 交通アクセス
- 鉄道

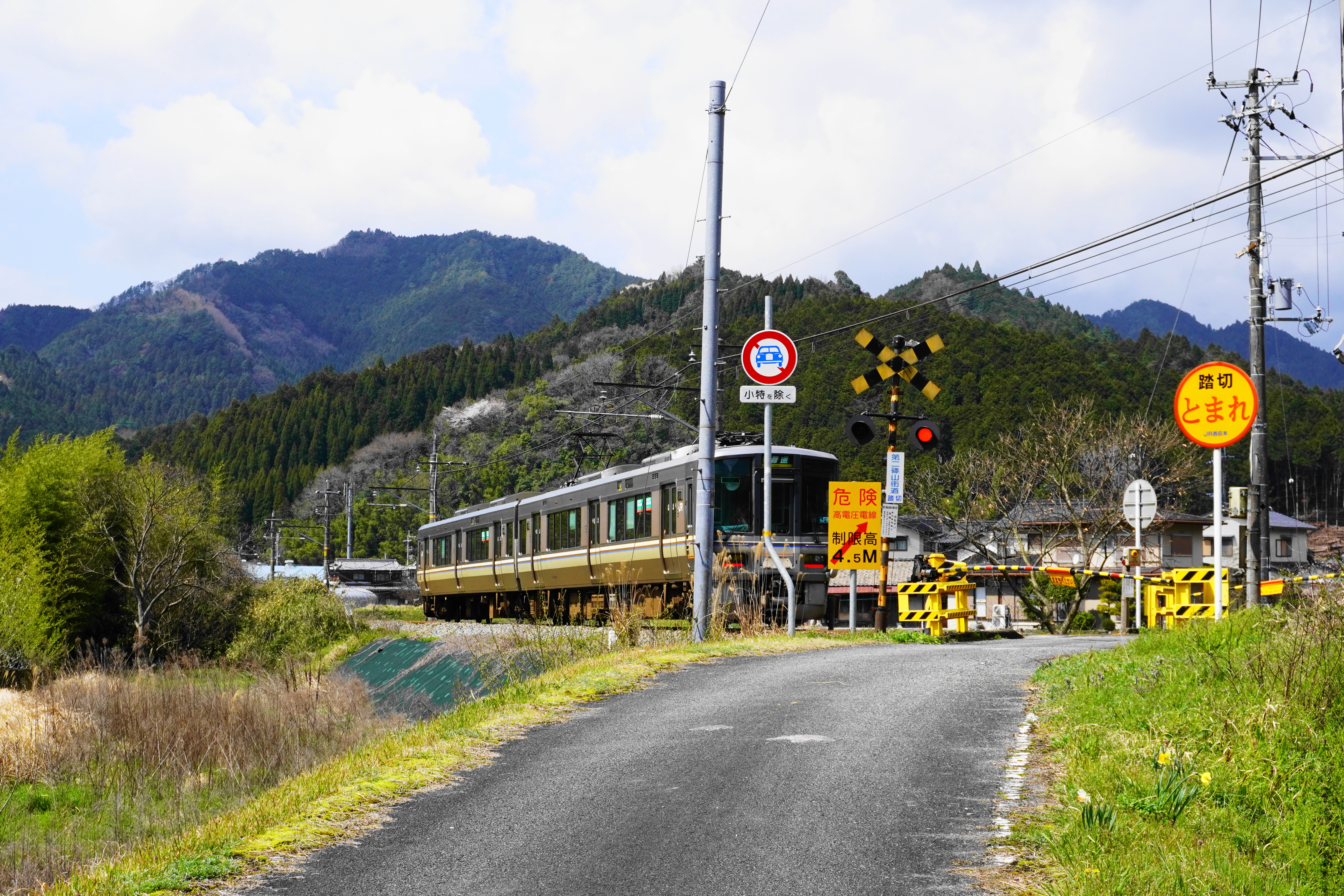
旧上久下村営上滝発電所記念館付近の踏切

  - JR福知山線「下滝駅」下車、東方向に1.5キロメートル徒歩約20分
- 自動車
  - 舞鶴若狭自動車道「丹南篠山口IC」から国道176号大山下交差点を左折より約20分
  - 国道175号井原南交差点から県道77号（川代恐竜街道）で東に10キロメートル約15分

## 周辺施設
- 丹波竜の里公園
- 丹波竜化石工房 ちーたんの館
- 川代公園
- 丹波並木道中央公園